# 곤살로 카스트로
곤살로 카스트로 란돈 (Gonzalo Castro Randon, 1987년 6월 11일 부퍼탈 ~) 은 독일의 은퇴한 축구 선수로, 과거 미드필더로 활약했다. 그는 스페인 혈통이기도 하다.

## 클럽 경력
그는 17살에 UEFA 챔피언스리그와 분데스리가 데뷔 경기를 치렀다. 2011년 1월 23일 보루시아 묀헨글라트바흐 원정 경기에서 2골을 넣고, 팀은 3-1로 승리하였다.

## 국가대표 경력
카스트로는 2006년 UEFA U-21 선수권에 차출된 적이 있다. 그는 2007년 3월에 덴마크와의 친선경기에서 독일 시니어팀 데뷔경기를 치렀다.

## 수상 경력
바이어 레버쿠젠
- 푸스발-분데스리가

준우승:2010-11
- DFB-포칼

준우승:2008-09
보루시아 도르트문트
- DFB-포칼

우승:2016-17
독일 U-21
- UEFA U-21 유럽선수권

우승:2009